# Borniochrysa winkleri
Borniochrysa winkleri är en insektsart som först beskrevs av Navás 1928.  Borniochrysa winkleri ingår i släktet Borniochrysa och familjen guldögonsländor. Inga underarter finns listade i Catalogue of Life.